# Victor Démé
Victor Démé (Bobo-Dioulasso, 1962 - Bobo-Dioulasso, 21 de septiembre de 2015) fue un músico y cantautor burkinés originario de una familia mandinga.

## Trayectoria
Su madre era griot y animaba eventos como bodas, reuniones o bautizos y fue la que le transmitió el amor por la música. Su padre, que pertenecía a la etnia Marka de origen mandinga, era costurero y sastre. Démé trabajó desde joven en el taller de costura familiar ubicado en Abiyán.  Por las noches, solía actuar con otros músicos en clubes de la ciudad. A los veinte años era el cantante de la banda Super Mande liderada por Abdoulaye Diabaté. Animado por los cambios que vivía Burkina Faso gracias a las políticas de Thomas Sankara, Démé regresó a su país natal al año siguiente de la muerte del presidente, en 1988, con la intención de desarrollar su carrera musical. Obtuvo varios premios en concursos de talento como el premio del Centro Cultural Francés de Bobo-Dioulasso en 1989 y el primer premio de la Semana Nacional de la Cultura de Burkina Faso en 1990. Su éxito le llevó a formar parte de algunos de los principales grupos del país, como Echo Del Africa y Suprême Comenba de Uagadugú y se hizo muy popular en su país, pero afectado por problemas de salud, se vio obligado a abandonar la escena musical y volver al taller de costura. Cuando retomó su actividad artstica, tuvo que hacerlo interpretando temas de Salif Keita o Mory Kanté por imposición de los clubes que lo contrataban y tuvo que dejar de lado sus composiciones, de manera que a pesar de su popularidad, no logró grabar ningún disco aunque continuó componiendo.
En 2005, el periodista francés David Commeillas lo escuchó en el Ouagajungle, un bar asociativo de Uagadugú cuya gerente era Camille Louvel, y lo puso en contacto con la pequeña discográfica francesa Soundicate. En 2007, para promover la música de Démé, Commeillas y Louvel junto a Romain Germa, Nicolas Maslowski y el propio Démé crearon el sello Chapa Blues Records con el que, en 2008, Démé sacó a los cuarenta y seis años su primer disco titulado Victor Démé que lo llevó de gira por varios países y se le pudo ver sobre los escenarios de prestigiosos festivales cantando en diula. En 2010, sacó su segundo álbum, Deli y continuó girando por el mundo y colaborando con artistas de Burkina Faso como el saxofonista Yizih.
Falleció en 2015, a raíz de un brote de malaria que se declaró en Bobo-Dioulasso, a los cincuentra y tres años. Tras su muerte, Chapa Blues Records publicó Yafaké, su último trabajo.

## Discografía
- 2008 - Victor Démé, Chapa Blues Records
- 2010 - Deli, Chapa Blues Records
- 2015 - Yafaké, Chapa Blues Records